# Peter Günther
Pour les articles homonymes, voir Günther.
Peter Günther, né le 29 août 1882 à Betzdorf et mort le 7 octobre 1918 à Düsseldorf, est un cycliste allemand, sur piste, spécialiste du demi-fond.

## Biographie
Peter Günther grandit à Betzdorf. Mécanicien de formation, il obtient un emploi chez Allright (de), fabricant de vélos, fondée par l'ancien cycliste Georg Sorge. Il déménage à Cologne. Avec le soutien de Sorge, Günther commence sa carrière de coureur en 1901, d'abord en tant que sprinteur amateur. Au championnat de Cologne, en août 1902, il bat son rival local Willy Schmitter, avec qui il court en tandem.
À partir de 1903, Günther devient professionnel dans les courses de demi-fond alors lucratives. Son entraineur est Heinrich Otto, qui travaille à l'usine Allright, comme contremaître et lui construit une moto pour le demi-fond. Le 7 juin 1903, lors d'une course sur la piste de Cologne-Riehl, il chute et subit des blessures qui auraient pu être mortelles. Günther récupère après plusieurs mois, mais il court en ayant souvent des douleurs et a besoin d'une selle spéciale. Depuis, il considère le chiffre sept comme un chiffre malchanceux et il évite même de s'entraîner le septième jour du mois. Il ne surmonte cette superstition qu'après avoir remporté la Goldpokal von Köln, le 7 juillet 1907. 
Au cours de sa carrière, il tombe plusieurs fois, dont au moins deux fois très mal. Le 7 octobre 1913, il est présent lors de la course à Cologne, au cours de laquelle le coureur Richard Scheuermann et son entraineur Gus Lawson sont morts. 
L'amitié de Günther avec Willy Schmitter cède la place à la rivalité ; les supporters de Cologne se divisent en un « parti Schmitter » et un « parti Günther ». Les entraineurs des deux coureurs alimentent également cette opposition. Le 9 juillet 1904, ils tentent de s'écarter lors du « Grand Prix du Rhin ». Günther et son entraineur tombent, mais toutes les personnes impliquées sortent indemnes. Le « parti Schmitter », qui est  majoritaire, blâme ensuite Heinrich Otto, et Günther perd un peu de sympathie à Cologne. Willy Schmitter a un accident mortel lors d'une course à Leipzig en 1905. 
Günther est champion d'Allemagne, avec Otto, en 1905, 1911 et 1912; champion du monde (non officiel) en 1911 et champion d'Europe en 1914. Ses 59 victoires entre 1906 et 1910 font de lui le troisième coureur allemand le plus titré de cette époque. 
Pendant la première Guerre mondiale, Peter Günther est enrôlé dans un bataillon de chauffeurs, mais après un certain temps, il est autorisé à travailler dans la production d'armements à l'usine Cito (Allright) de Cologne. Ce qui lui permet de continuer à courir. 
Le 6 octobre 1918, lors du Grand Prix d'automne de Düsseldorf, Günther chute sur le vélodrome à cause de l'éclatement du pneu arrière de la moto de son entraîneur et meurt le lendemain à l'âge de 36 ans. Le magazine Rad-Welt écrit « le doyen des coureurs de longue distance rhénans a suivi son compatriote Schmitter dans ce royaume d'où aucun mortel ne revient ».
Après la mort de Günther, son entraineur Heinrich Otto déménage à Berlin et dirige un restaurant. Il meurt sept ans après Peter Günther.
En novembre 1919, une pierre tombale en forme de sarcophage, créée par le sculpteur Franz Brantzky, est dévoilée sur la tombe de Peter Günther au Südfriedhof de Cologne. La participation à la cérémonie est telle que de nombreuses personnes doivent retourner au centre-ville à pied, même si des tramways supplémentaires ont été prévus. Les célébrations se terminent par un requiem dans la basilique des Saints-Apôtres, également en l'honneur de Schmitter.

## Palmarès sur piste

### Championnats d'Europe
- Champion d'Europe de demi-fond : 1914 (2e en 1911 et 1912, 3e en 1908)

### Championnat national
- Champion d'Allemagne de demi-fond : 1905, 1911 et 1912 (2e en 1906 et 1918, 3e en 1909 et 1913)

## Vie privée
En 1907, il épouse sa femme Wanda (1885-1963). Ils n'ont pas eu d'enfants. En mai 1910, il ouvre le « Café Günther », 8 Bischofsgartenstrasse à Cologne, aujourd'hui l'Hôtel Mondial. Wanda, a survécu à son mari de près de 50 ans.